# Центр имени Всеволода Мейерхольда
Центр имени Всеволода Мейерхольда (ЦИМ) — московский театрально-культурный центр, основанный в 1991 году по инициативе Комиссии по творческому наследию Всеволода Мейерхольда и её председателя режиссёра Валерия Фокина. С 2001 года располагался в собственном здании на Новослободской улице, 23.
ЦИМ позиционирует себя как культурный центр и государственную площадку для независимых театральных компаний. Залы центра сдаются в аренду для проведения фестивальных спектаклей, съёмок телепередач, церемоний вручения премий и т. д., но основная задача центра — дать пространство для художественного высказывания резидентам. Помимо собственно театральных событий, в центре проводятся дискуссии, презентации, концерты и образовательные кружки для горожан.
Художественный руководитель — Дмитрий Волкострелов (2020—2022), директор — Елена Ковальская (2013—2022).

## История создания
Идея создания театра, осуществляющего свою творческую деятельность за счёт коммерческих проектов, возникла у главного режиссёра московского Театра имени Ермоловой Валерия Фокина в 1986 году. Прототипом послужил театр «Пикколо ди Милано», который совмещал зрительный зал, музей, библиотеку, магазины и офисы. Изначально Фокин планировал создать подобное культурно-общественное пространство с собственной сценой, кафе и гостиницей на базе Театра Ермоловой. Разногласия в труппе о необходимости реорганизаций привели к распаду коллектива на одноимённые театр и центр. Тем не менее совместная работа организаций в здании театра на Тверской улице оказалась невозможной, и в 1992 году Фокин покинул свою должность.
Одновременно в 1988 году Фокин был назначен председателем Комиссии по творческому наследию Всеволода Мейерхольда, имя которого ассоциируется в театральной среде с экспериментальным творчеством. И свой замысел театра, ориентированного на новаторские постановки, Фокин решил реализовать на базе Центра имени Мейерхольда. Он был создан в 1991 году при поддержке Союза театральных деятелей России и Союза архитекторов России. Через год в Концертном зале имени П. И. Чайковского состоялось официальное открытие ЦИМ, на котором был представлен макет будущего здания. По задумке архитектора Владилена Красильникова, фасад одного из корпусов декорировали художественной композицией по мотивам мейерхольдовского спектакля «Великодушный рогоносец». Подвижную конструкцию из стилизованных мельничных крыльев и кругов закрепили на шестом этаже, акцентировав архитектурной подсветкой. Нижние этажи комплекса в стиле постмодернизма облицевали мрамором, угловую башню, вынесенную на колонны первого яруса, оформили стеклянным фасадом. Самый высокий корпус, расположенный с внутренней части здания, выделили под гостиницу. Напротив него предполагали разместить театральное крыло, декорированное круглыми оконными проёмами и облицовкой зелёного мрамора.
Фокин стал директором и художественным руководителем нового театра, долгое время не имевшего собственной сцены. Её строительство неоднократно откладывалось. Изначально выделенную мэрией Москвы землю на Новослободской улице намеревались освоить при участии французского инвестора. По договорённости с властями застройщик получал скидку на долгосрочную аренду земли и 80 % площадей возведённого центра. Оставшуюся часть должен был занять культурный центр. Но после революционных событий 1993 годов иностранные инвесторы отказались от участия в проекте. Фокин обратился к отечественным предпринимателям, которые оставили инициативу после экономического кризиса 1998 года. Третьим инвестором стала группа компаний «Интеррос Эстейт», получившая налоговые льготы от правительства Москвы. Одновременно для завершения работ руководители ЦИМ получили целевой кредит Европейского банка. В процессе строительства также неоднократно сменялись архитекторы. Проект 1993 года разработали президент Союза архитекторов Юрий Гнедовский, Владилен Красильников и Галина Савченко. В последующие годы проект возглавляли архитектор Андрей Меерсон и бюро Skidmore, Owings & Merrill. На итоговом этапе строительства к работам снова присоединились первоначальные разработчики.
Всё это время центр осуществлял свою деятельность на сторонних площадках, приглашая к сотрудничеству молодые театральные коллективы. В 1999 году решением правительства Москвы Центр имени Мейерхольда получил статус государственного унитарного предприятия. Документ закрепил обязанности ЦИМ по пропаганде «достижений театральной культуры, создание организационно-творческих и экономических условий для реализации художественно-творческих проектов в области театрального искусства, а также других видов творчества». Равными собственниками недвижимости ЦИМ стали правительство Москвы и объединение «Творческие мастерские», которое было создано по инициативе Союза театральных деятелей и передало свои права центру на срок 25 лет.
Всего реализация концепции Центра имени Мейерхольда заняла около 15 лет, только шесть из которых осуществлялось непосредственное строительство комплекса общей площадью 26 тысяч м2. Торжественное открытие здания состоялось в 2001 году. Театральная площадка заняла около 4 тысяч м2, остальная часть была отдана под офисы, отель Novotel и другие коммерческие помещения. Часть стоимости от их аренды перераспределяется на финансирование ЦИМ. Изначально правительство Москвы планировало закрепить за театром часть номеров примыкающей к театру гостиницы для размещения приглашённых артистов, но позднее от этой идеи отказались.
К моменту открытия 12 февраля 2001 года театр являлся одним из наиболее технически оснащённых в стране. Конструкция зала позволяла изменять количество мест от 20 до 400. Сцена была оборудована раздвижной крышей, чтобы проводить спектакли под открытым небом и при естественном освещении. Пространство сцены поделили на 72 поднимающихся и опускающихся квадрата, шестиметровый лифт для декораций был изготовлен специально по заказу технического директора ЦИМ Сергея Даниленко. Эмблемой нового театра стало стилизованное изображение чёрной дыры.
В октябре 2021 года помимо существующей в том же здания на Новослободской открылась новая сцена-трансформер, строительство которой осуществлялось в течение трёх лет на площади, которую ранее занимал банк. Новая площадка рассчитана на 100 зрителей.
В 2022 году Волкострелов был уволен из-за антивоенной позиции по поводу вторжения России на Украину, Ковальская ушла в отставку из-за невозможности дальше продолжать нормальную работу, тогда как 1 марта в московском руководстве сообщили о ликвидации центра Мейерхольда и слиянии его с театром «Школа драматического искусства».

## Руководители ЦИМа
Должность директора-распорядителя новой театрально-культурной площадки занял Альфред Лернер, с 1980-х возглавлявший «Творческие мастерские». Он принимал деятельное участие в реализации концепции ЦИМ и возглавил его коммерческую деятельность. Под руководством Лернера организация выступала заказчиком проекта здания Оперной школы Галины Вишневской, вела строительство театрального центра на углу Страстного бульвара и Большой Дмитровки, нового здания театра «Et Cetera» и других объектов. В июне 2003 года бизнесмен был застрелен возле собственного дома. Следствие и общественные деятели связывали убийство с коммерческой деятельностью Лернера в ЦИМ, но через четыре года расследование приостановили, не найдя исполнителей.
В 2004 году арт-директором Центра имени Мейерхольда стал театровед Павел Руднев. Он проработал в должности более шести лет и покинул театр в день его двадцатилетия. Среди причин он назвал трудности в работе из-за коммерческой ориентированности руководителей ЦИМ. Так, последним самостоятельным проектом центра он считал спектакль «Калека с острова Инишмаан» режиссёра Ирины Керучеенко 2006 года. Попытки арт-директора продвигать региональные и малоизвестные проекты якобы не находили поддержки у руководителей театра, опровергавших эти обвинения.
В июле 2007 года ЦИМ получил статус государственного учреждения культуры города Москвы. Всё имущество театра перешло в собственность столичного правительства, которое стало оказывать финансовую поддержку от Департамента культуры. Через четыре года деятельность центра приостанавливали по решению Тверского суда, так как он попал в список пожароопасных объектов МЧС России. Когда комплекс вернулся к работе, Фокин сменил должность директора и художественного руководителя ЦИМ на его президента. Освободившиеся должности занял Виктор Рыжаков. Через два года арт-директором театра стала бывший театральный обозреватель журнала «Афиша» и куратор театральных фестивалей Елена Ковальская.
В начале 2020 года художественный руководитель ЦИМ Виктор Рыжаков занял аналогичный пост в театре «Современник», освободившийся после смерти Галины Волчек. Вскоре Департамент культуры города Москвы назначил ему на смену режиссёра, основателя независимого театра post и лауреата «Золотой маски» Дмитрия Волкострелова. Должность директора заняла Елена Ковальская.

## Репертуар
В 1991—2001 годах Центр имени Мейерхольда представлял свои проекты на сторонних площадках. Например, он сотрудничал с «Табакеркой», «Сатириконом», Александринским театром, Московским театром под управлением Марка Пекарского. В 1997 году центр участвовал в Европейском театральном форуме и в «Русском сезоне» Авиньонского фестиваля, а также в фестивале Passage в Нанси. Совместно с Александром Боровским Фокин работал над спектаклем «Ещё Ван Гог…», представленным публике в 1998 году на сцене Театра на Таганке. Через год ЦИМ поставил спектакли «Три сестры» в Финском национальном театре в Хельсинки и «Воздушный город» на площадке Исторического музея Варны.
Даже после строительства собственного комплекса руководители Центра имени Мейерхольда отказались от постоянных труппы и репертуара, предпочитая концепцию «театра-модуля». Центр предлагает временные спектакли, где участвуют приглашённые актёры, а также постановки трупп, арендующих помещения. Отбор спектаклей учитывает их значимость для современного театрального сообщества и инновационность. Например, первыми постановками на собственной сцене стали авторские спектакли Валерия Фокина, проекты, посвящённые деятельности Антонена Арто и творчеству древнегреческих авторов «Античная программа». В разные годы на сцене комплекса представляли российский аналог американского моноспектакля «Монологи вагины», постановку «Чернобыльская молитва» и другие театральные эксперименты. Резидентами ЦИМ являлись труппы Николая Рощина, Сергея Женовача, Владимира Панкова, Дмитрия Крымова, Валюса Тертелиса, Дмитрия Брусникина и других театральных деятелей. На сцене центра представляли программы Всемирной театральной олимпиады, фестивалей «Золотая маска», «Родина авангарда», «Другой театр и не только», Net и других.
На момент открытия Центра имени Мейерхольда в нём действовала единственная в стране видеотека фильмов по искусству, а также издательский центр, книжный магазин, выставочный зал. Комплекс выступает площадкой для семинаров, мастер-классов, стажировок и лабораторий для театральных деятелей. Например, в 2006 году издательство «Запасной выход» провело в его стенах музыкальный вечер «День носорога». Через шесть лет на территории центра состоялся благотворительный квартирник Бориса Гребенщикова и группы «Аквариум».
Параллельно Центр имени Мейерхольда осуществляет продюсерскую деятельность. Так, в 1991 году он организовал программу обмена театральным опытом между чикагским ансамблем «МедеяМатириам» и труппой «Творческих мастерских», в 1993-м — гастроли постановки «Кафе Мюллер» хореографа Пины Бауш. В разные годы ЦИМ курировал прокаты в Штутгарте, Бремене, Берлине. Спектакли, продюсируемые ЦИМ или представляемые на его сцене, неоднократно удостаивались премии «Золотая маска». Так, в 2016 году награды в номинации «Современный танец/Лучший спектакль» была удостоена постановка «Кафе Идиот», на следующий год её получил спектакль «Все пути ведут на Север». В 2019-м премией в номинации за «Эксперимент, ставший открытием» наградили постановку «Родина».
Критики концепции ЦИМ также называли его исключительно прокатной площадкой, руководители которой сосредоточены на получении арендной платы от молодых режиссёров. Хотя руководители центра неоднократно подчёркивали обратное. Например, только в 2006 году центр бесплатно предоставил площадку для более 150 экспериментальных проектов. ЦИМ также участвует в фестивале «Открытая сцена», проводимом Комитетом по культуре с целью знакомства публики с авторскими проектами режиссёров разных поколений.

## Культурно-социальные инициативы
Центр занимается популяризацией деятельности и идей Мейерхольда. Так, через год после открытия ЦИМ организовал в Москве и Санкт-Петербурге «Мейерхольдовские дни», где, в частности, был представлен «Мейерхольдовский сборник». Также руководители площадки реализуют проект «Мейерхольд и Германия», знакомящий публику с наследством режиссёра. С 1995 года ЦИМ присуждает ежегодные именные стипендии перспективным студентам режиссёрских факультетов. В 1996 году по согласованию с Министерством культуры центр начал финансирование Музея-квартиры Всеволода Мейерхольда. В начале 2000-х годов совместно с Александринским театром ЦИМ реализовал трёхлетнюю художественно-исследовательскую программу «Новая жизнь традиции», в рамках которой были представлены обновлённые вариации культовых пьес Мейерхольда и других крупных театральных режиссёров. В 2014 году к 140-летию со дня рождения Мейерхольда в ЦИМ прошёл театральный фестиваль «Я — Мейерхольд».
Центр стремится поддерживать постоянную коммуникацию между театральными деятелями и аудиторией, вовлекать посетителей в театральную жизнь посредством социальных и образовательных программ. В комплексе действует ряд курсов по театральной критике, онлайн-кружки, студенческие программы лояльности, детские театральные инициативы и магистратура. В 2005 году в стенах центра была представлена просветительская программа «Польский театр. Вчера и сегодня», год спустя — «Театральные школы в современном театре». Мастер-классы проводили Лев Додин, Кшиштоф Ворляковский и другие видные театральные деятели. С 2012 года при поддержке Департамента культуры Москвы в ЦИМ действует Школа театрального лидера, нацеленная на знакомство молодых режиссёров и продюсеров с современной драматургией и особенностями театрального менеджмента. Первые два года организацию совместно с Виктором Рыжаковым возглавляла театральный критик Елена Ковальская. Одновременно центр запустил конкурс-лабораторию «Резиденция BlackBox», победители которой получают возможность представить свои проекты на сцене театра. Резиденция проходит ежегодно в течение шести месяцев, во время которых участники исследуют теорию и практику современного театра. Совместно с инклюзивной театральной студией «Круг» Центр имени Мейерхольда реализует фестиваль особых театров «Протеатр. Международные встречи», направленный на изучение театральной практики с участием людей с ограниченными возможностями здоровья, поиск новых социальных перспектив и моделей коммуникации.

## Комментарии
1. ↑  Существуют указания, что строители отказались от этой задумки, ограничившись световым фонарём.